# Transwest Air
Transwest Air — колишня канадська авіакомпанія зі штаб-квартирою у місті Принс-Альберт (Саскачеван), що виконує регулярні та чартерні пасажирські перевезення головним чином з аеропортів провінції Саскачеван.
У січні 2021 року було оголошено, що West Wind Aviation буде об'єднано з Transwest Air і буде перейменовано в Rise Air.

## Загальні відомості
Transwest Air була утворена в 2000 році шляхом злиття двох авіакомпаній: «Air Sask» (La Ronge Aviation) і «Athabaska Airways».
У сучасному періоді Transwest Air експлуатує три лайнера Saab 340, вертольоти і літаки, розраховані на зліт і посадку з ґрунтових майданчиків.

## Історія
Авіакомпанія була заснована Флойдом Глассом, який навчався на пілота в 1930-х роках, а потім служив військовим інструктором під час Другої світової Війни.
Після закінчення війни довгий час Гласс працював генеральним директором державної компанії «Saskatchewan Government Airways», потім пішов в авіакомпанію «Queen Charlotte Airways», штаб-квартира якого знаходилась в провінції Британська Колумбія.
У 1955 році пілот повернувся в Саскачеван і заснував власну авіакомпанію «Athabaska Airways», яка на 2010-і працює під брендом Transwest Air. Флойд Гласс помер у 2000 році.

## Маршрутна мережа

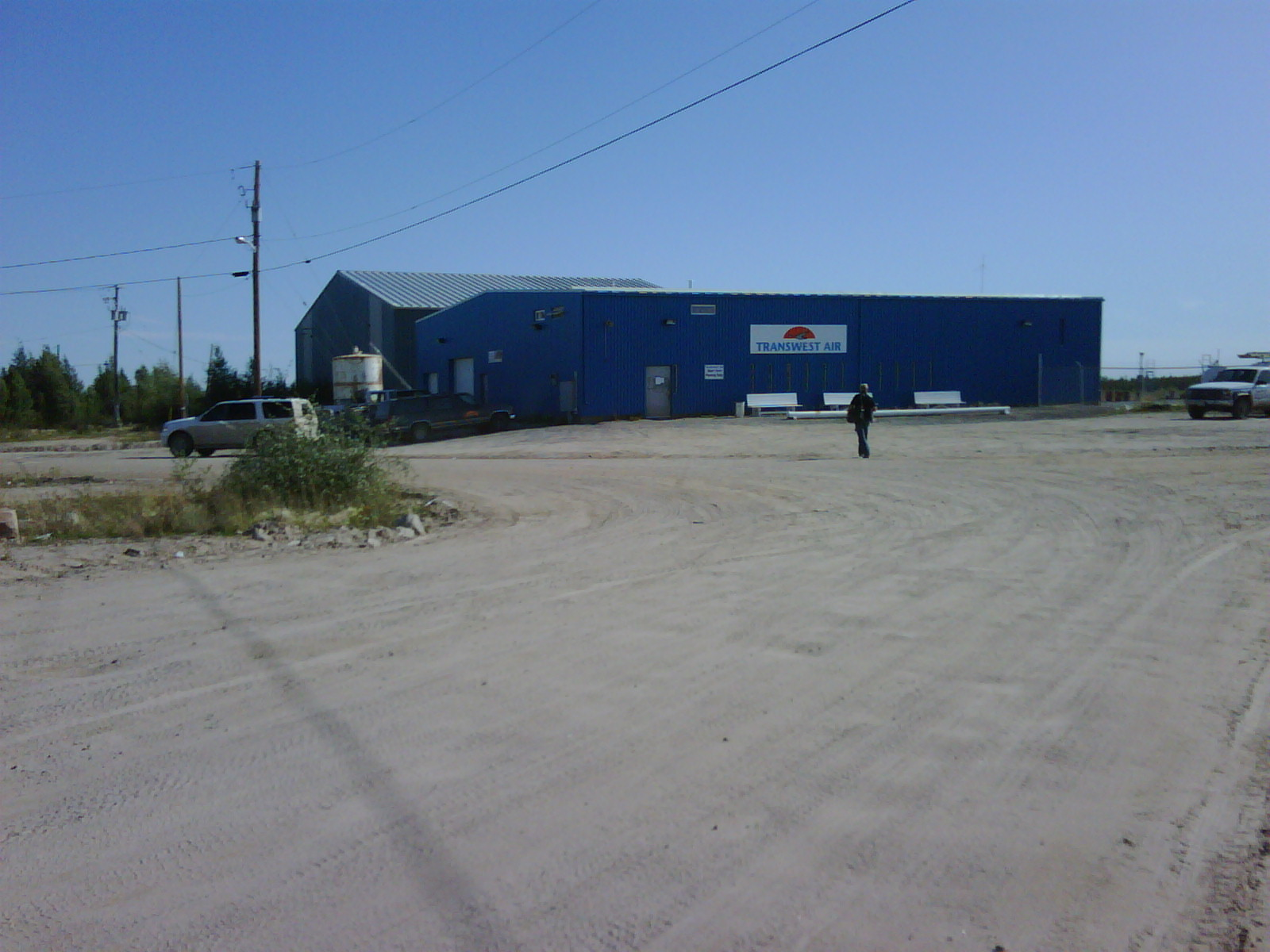
Власний термінал Transwest Air в Аеропорт Стоуні-Рапідс

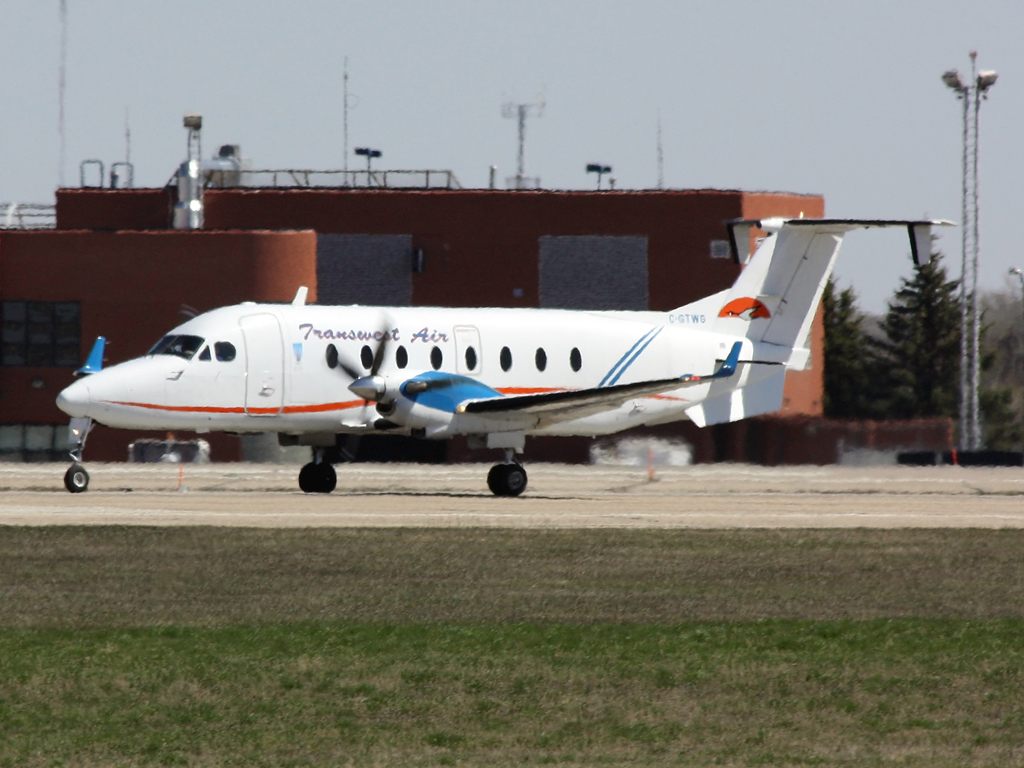
Beech 1900D (реєстраційний C-GTWG) Transwest Air в Міжнародному аеропорту Реджайны

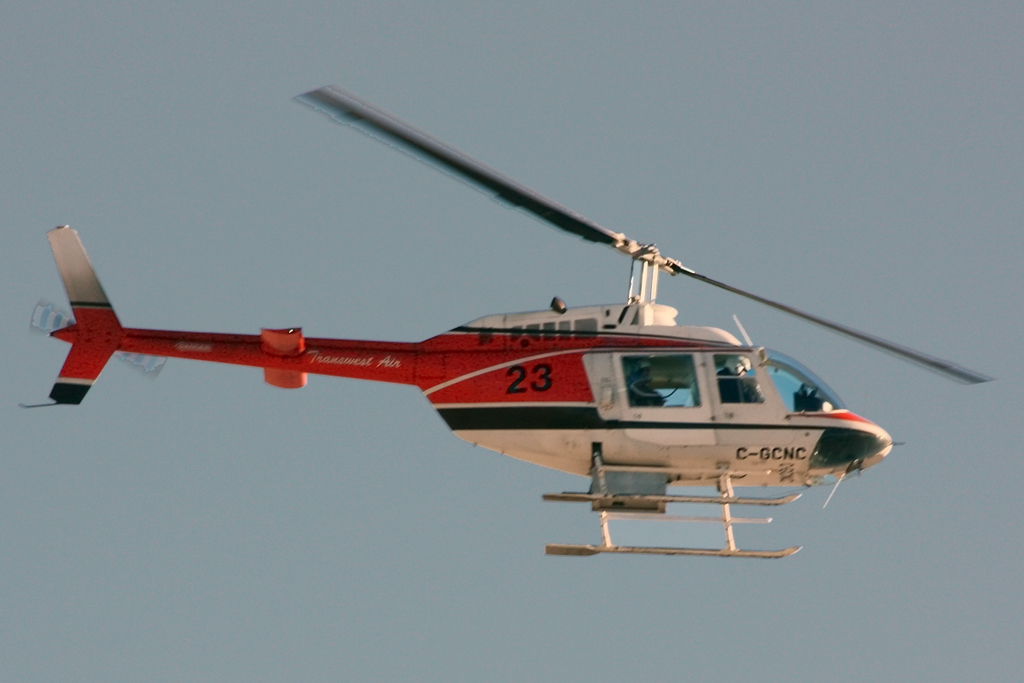
Вертоліт Bell 206B авіакомпанії Transwest Air (реєстраційний C-GCNC) в Міжнародному аеропорту Реджайны

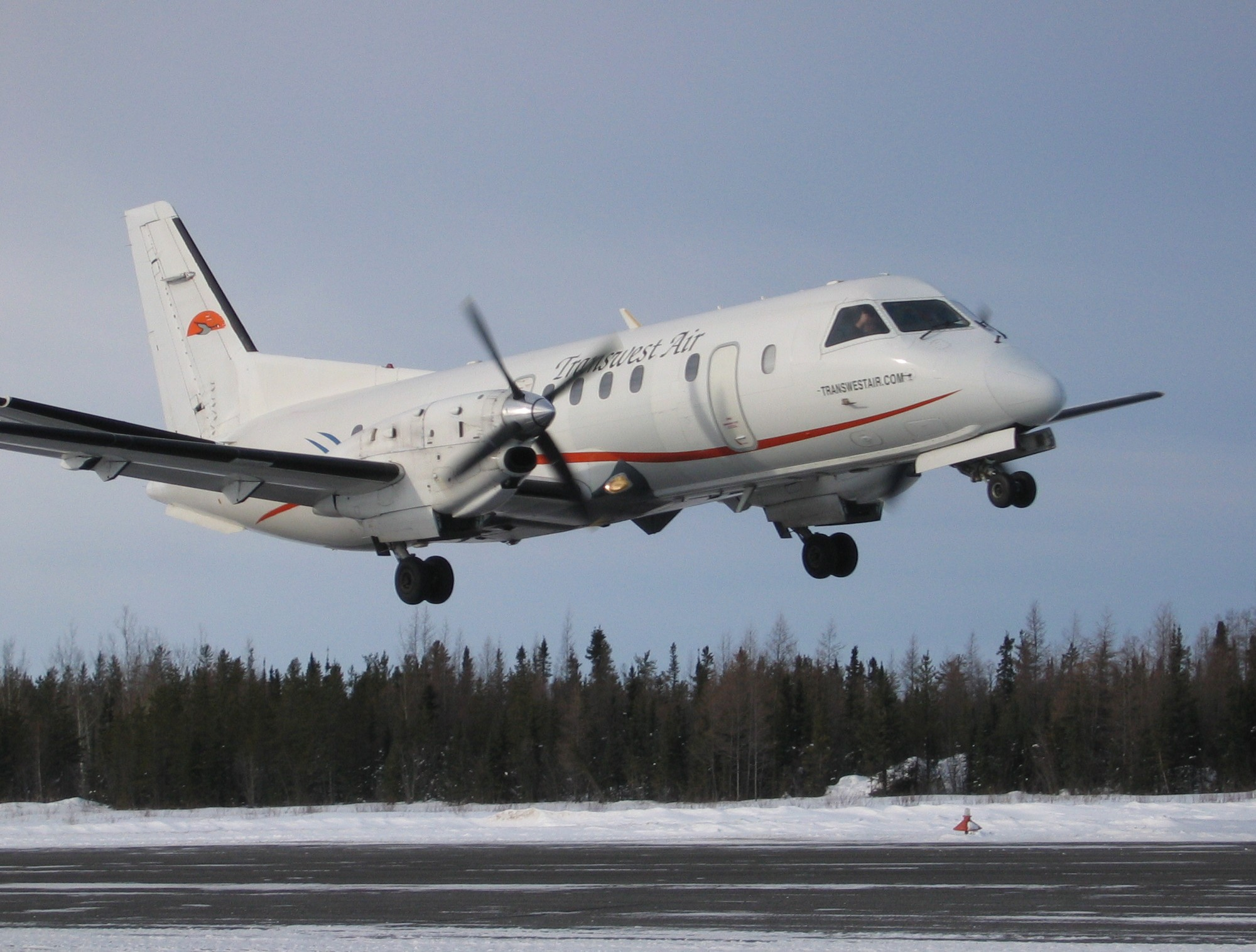
Saab 340 авіакомпанії Air Transwest

Transwest Air виконує регулярні пасажирські рейси за наступними пунктами призначення:
- Саскачеван
  - Фонд-дю-Лак — Аеропорт Фонд-дю-Лак
  - Ла-Ронж — Аеропорт Ла-Ронж
  - Пойнтс-Норт — Посадочний майданчик Пойнт-Норт
  - Принс-Альберт — Аеропорт Принс-Альберт
  - Саскатун — Міжнародний аеропорт Саскатун імені Джона Діфенбейкера
  - Стоуні-Рапідс — Аеропорт Стоуні-Рапідс
  - Уолластон-Лейк — Аеропорт Уолластон-Лейк
- Манітоба
  - Лінн-Лейк — Аеропорт Лінн-Лейк (чартерний вузол)

## Флот
Станом на квітень 2010 року флот авіакомпанії Transwest Air складався з 48 повітряних суден, 47 з яких були зареєстровані Міністерством транспорту Канади.